# مهدی چاهکوتاه‌زاده
مهدی چاهکوتاه‌زاده (زادهٔ ‎۵ خرداد ۱۳۶۸) یک بازیکن فوتبال اهل ایران است.
از باشگاه‌هایی که در آن بازی کرده‌است می‌توان به باشگاه فوتبال فجر شهید سپاسی شیراز، باشگاه فوتبال ایران جوان بوشهر و باشگاه فوتبال استقلال خوزستان اشاره کرد.